# Luna 15
Luna 15 là một nhiệm vụ không người lái của chương trình Luna của Liên Xô.
Vào ngày 21 tháng 7 năm 1969, trong khi các phi hành gia của Apollo 11 hoàn thành lần đặt chân đầu tiên của con người xuống Mặt Trăng, Luna 15, một phi thuyền không người lái của Liên Xô trong quỹ đạo Mặt Trăng vào thời điểm đó, bắt đầu hạ cánh xuống Mặt Trăng. Ra mắt ba ngày trước nhiệm vụ Apollo 11, đây là nỗ lực thứ hai của Liên Xô để trả lại đất đá Mặt Trăng trở lại Trái Đất với mục tiêu vượt qua Hoa Kỳ trong việc mang được một mẫu đất đá của Mặt Trăng trở lại Trái Đất trong cuộc đua Mặt Trăng. Nhiệm vụ trước đó, được chỉ định là E-8-5-402, được phóng lên ngày 14 tháng 6 năm 1969, đã không đạt tới quỹ đạo của Trái Đất vì giai đoạn thứ ba của tên lửa phóng không thành công. Tàu sân bay Luna 15 rơi xuống Mặt Trăng lúc 15:50 giờ sáng, chỉ vài giờ trước khi người Mỹ thực hiện kế hoạch cất cánh từ Mặt Trăng.

## Sứ mệnh
Luna 15 có khả năng nghiên cứu không gian Mặt Trăng, trường hấp dẫn Mặt Trăng và thành phần hóa học của đất đá Mặt Trăng. Nó cũng có khả năng cung cấp ảnh về Mặt Trăng. Luna 15 được đặt trong một quỹ đạo Trái Đất trung gian sau khi phóng và sau đó được đẩy về phía Mặt Trăng. Sau khi điều chỉnh hướng đi, Luna 15 tiến vào quỹ đạo Mặt Trăng lúc 10:00 giờ ngày 17 tháng 7 năm 1969. Tàu vũ trụ này ở trong quỹ đạo Mặt Trăng trong hai ngày trong khi bộ điều khiển kiểm tra tất cả các hệ thống trên tàu và thực hiện hai lần điều chỉnh quỹ đạo.
Sau khi hoàn thành 86 phiên liên lạc và 52 vòng quỹ đạo của Mặt Trăng ở nhiều hướng và độ cao khác nhau, nó bắt đầu hạ cánh. Các phi hành gia Armstrong và Aldrin đã đặt chân lên Mặt Trăng khi Luna 15 bắn động cơ retrorocket chính của nó để bắt đầu giảm tốc và hạ cánh xuống Mặt Trăng lúc 15:47 UT ngày 21 tháng 7 năm 1969. Các chuyến bay bị ngừng bốn phút sau khi quỹ đạo, ở độ cao tính toán là 3 ki lô mét (1,9 mi). Tàu vũ trụ có lẽ đã đâm vào sườn núi. Các tọa độ nơi tiếp đất là vĩ độ 17°bắc và kinh độ 60° phía đông, trong Mare Crisium.